# Яванская тупайя
Яванская тупайя (лат. Tupaia javanica) — вид млекопитающих из семейства тупайевых. Вид играет важную роль в экосистеме, уничтожая насекомых и разнося семена.

## Описание
Длина тела 10—18 см, хвоста — 14—20 см. Весит 200 г. 3-й палец на задних конечностях является самым длинным, а передние конечности длиннее задних. Окрас бывает тёмно-бурым или рыжевато-коричневым. Есть жёлтые места за головой. От живота до горла и плеч идёт жёлтая линия. Большие чёрные глаза. Задние ноги достигают размера 33—38 мм. Уши достигают размера 7—15 мм.

## Питание
Питается фруктами и насекомыми.

## Размножение
Размножаются круглый год. Беременны 41—50 дней. Рождает 1—4 детёнышей. При рождении они голые и слепые. Самка кормит их грудью 4 недели, а в возрасте 30 дней, детёныши покидают своё родное гнездо. Становятся взрослыми, когда им полгода. Сами детёныши живут в отдельном гнезде построенном самцом. Мать проводит с детьми очень мало времени — всего 10—15 минут. Пока самка кормит их грудью, детёныши потребляют 5—15 г молока.

## Ареал
Эндемик Индонезии; обитает на островах Ява, Суматра и Бали. Обитают на высоте 1700 м в первичных лесах.